# Gimme That
„Gimme That” este cel de-al treilea single al artistului Chris Brown. Acesta face parte de pe albumul de debut al artistului, Chris Brown. Single-ul a obținut locul 15 în Billboard Hot 100.

## Prezența în clasamente
„Gimme That” a debutat pe locul 80 în Billboard Hot 100. Single-ul a atins poziția cu numărul 15 în clasamentul din SUA, în cea de-a noua săptămână, devenind al treilea single de top 20 al artistului. La nivel internațional, single-ul a avut un succes mediocru, la fel ca și predecesorul său, atingând poziții de top 20 doar în Brazilia (locul 9) și Portugalia (locul 15). A mai intrat în clasamentele din Elveția, Franța, Germania, Irlanda și Regatul Unit. Spre deosebire de „Yo (Excuse Me Miss)”, „Gimme That” a lipsit complet din clasamentele din Oceania, unde predecesorul său a obținut poziții de top 10.

## Clasamente
| Clasament               | Poziția maximă | Referință |
| ----------------------- | -------------- | --------- |
| Brazillian Hot 100      | 9              | [ 4 ]     |
| Billboard Hot 100       | 15             | [ 5 ]     |
| Portugal Singles Top 50 | 15             | [ 5 ]     |
| UK Singles Chart        | 23             | [ 5 ]     |
| Irish Singles Chart     | 26             | [ 5 ]     |
| Swiss Singles Chart     | 30             | [ 5 ]     |
| French Singles Chart    | 45             | [ 5 ]     |
| German Singles Chart    | 47             | [ 5 ]     |